# 文芸戦線

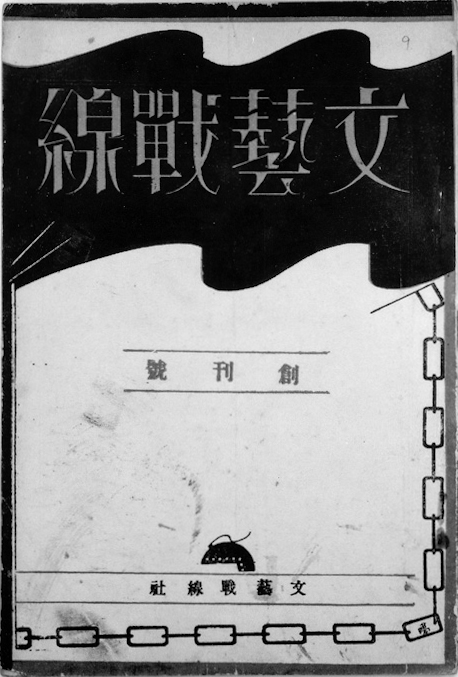
『文芸戦線』創刊号の表紙

『文芸戦線』（ぶんげいせんせん）は、1920年代から30年代にかけてのプロレタリア文学の雑誌である。1924年（大正13）6月、『種蒔く人』の後身として創刊。1932年7月終刊。路線として共産主義ではなく、労農芸術家連盟（文芸戦線派）は社会民主主義的傾向であった。そのため、青野季吉の指導の下にプロレタリア文学運動の中心的発表機関であったが、後に分裂して労農芸術家連盟の機関誌となり、ナップ、ナルプの機関誌「戦旗」派と対立する「文戦」派を形成した。
雑誌『種蒔く人』が関東大震災の影響もあって1923年（大正12年）に廃刊したのち、新しいプロレタリア文学の書き手たちの同人誌として1924年（大正13年）6月に出発した。当初は、関係者の頭文字をつなげて〈ココラキョウ〉というタイトルも考えられたが、あまりにふざけすぎだという意見が出て、シンプルな〈文芸戦線〉になった。
創刊当初は、平林初之輔、青野季吉らが論陣を張り、プロレタリア文学の理論化に力を尽くした。また、葉山嘉樹、黒島伝治、平林たい子たちが作品を発表し、プロレタリア文学の有力な発表舞台として認められるようになった。新感覚派の雑誌『文藝時代』とともに、新しい時代のさきぶれとして、当時の作家を目指す若者に人気があった。
1925年（大正14年）、日本プロレタリア文芸連盟（プロ連）発足の際には、実質的に機関誌として機能した。その後、プロ連が発展して日本プロレタリア芸術連盟（プロ芸）が結成されると、その中の福本イズムに影響された鹿地亘や中野重治から批判を受け、それをひとつのきっかけとして、労農芸術家連盟（労芸）が結成されると、その機関誌として位置づけられた。
1927年、山川均の論文掲載をめぐって、蔵原惟人たちが労芸を脱退、前衛芸術家同盟（前芸）を発足させると、『文芸戦線』は労芸に残った、いわゆる労農派と呼ばれる人たちの根拠地となり、社会民主主義的傾向を持つようになった。1928年のプロ芸と前芸の合同による全日本無産者芸術連盟（ナップ）結成と、雑誌『戦旗』創刊に対しても、距離をおき、独自のプロレタリア文学を追求した。この時期には、伊藤永之介、岩藤雪夫らが活躍した。
しかし、プロレタリア文学の主流が『戦旗』にあるとは衆目の一致するところであり、そうしたことや、労芸内部での親分子分の関係のもつれなどから、何度も脱退者がでて、二度にわたって〈文戦打倒同盟〉が結成されるなどの、内部の問題もあり、雑誌名をその後『文戦』『レフト』『新文戦』と改名しながら持ちこたえたが、弾圧もあり、1932年（昭和7年）には労芸は解散、雑誌も1934年（昭和9年）に廃刊した。

## 主な掲載作品
- 葉山嘉樹『淫売婦』『セメント樽の中の手紙』
- 黒島伝治『二銭銅貨』
- 平林たい子『施療室にて』
- 林房雄『林檎』
- 里村欣三『苦力頭の表情』
- 青野季吉『「調べた」芸術』『自然生長と目的意識』（評論）
- 小林多喜二『女囚徒』（戯曲）